# ツァイシア (小惑星)
ツァイシア (851 Zeissia) は小惑星帯に位置する小惑星である。ロシアの天文学者セルゲイ・イワノヴィチ・ベリャフスキーがシメイズ天文台で発見した。
ドイツの光学機器製造会社カール・ツァイスに因んで命名された。